# تپه گوره وان جعفرآباد
تپه گوره وان جعفرآباد در شهرستان دیواندره، بخش مرکزی، روستای جعفرآباد واقع شده و این اثر در تاریخ ۲۴ فروردین ۱۳۸۲ با شمارهٔ ثبت ۸۰۱۵ به‌عنوان یکی از آثار ملی ایران به ثبت رسیده است.